# Canada Masters 2024
Canada Masters 2024 (cunoscut drept 2024 National Bank Open presented by Rogers din motive de sponsorizare) a fost un turneu de tenis disputat pe terenuri cu suprafețe dure, în aer liber, în perioada 6–12 august 2024, ca parte a US Open Series 2024. Turneul masculin a avut loc la stadionul IGA din Montreal, iar cel feminin a Centrul Aviva din Toronto. A fost cea de-a 134-a ediție a turneului masculin – un turneu Masters 1000 din Circuitul ATP 2024 și cea de-a 122-a ediție a turneului feminin – un turneu WTA 1000 din Circuitul WTA 2024.

## Campioni

### Simplu masculin
Pentru mai multe informații consultați Canada Masters 2024 – Simplu masculin

### Simplu feminin
Pentru mai multe informații consultați Canada Masters 2024 – Simplu feminin

### Dublu masculin
Pentru mai multe informații consultați Canada Masters 2024 – Dublu masculin

### Dublu feminin
Pentru mai multe informații consultați Canada Masters 2024 – Dublu feminin

## Puncte și premii în bani

### Distribuția punctelor
| Probă           | Câștigător | Finalist | Semifinalist | Sfertfinalist | Runda trei | Runda doi | Runda unu | Q   | Q2  | Q1  |
| Simplu masculin | 1.000      | 650      | 400          | 200           | 100        | 50        | 10        | 30  | 16  | 0   |
| Dublu masculin  | 1.000      | 600      | 360          | 180           | 90         | 0         | N/A       | N/A | N/A | N/A |
| Simplu feminin  | 1.000      | 650      | 390          | 215           | 120        | 65        | 10        | 30  | 20  | 2   |
| Dublu feminin   | 1.000      | 650      | 390          | 215           | 120        | 10        | N/A       | N/A | N/A | N/A |

### Premii în bani
| Probă           | Câștigător | Finalist | Semifinalist | Sfertfinalist | Runda trei | Runda doi | Runda unu | Q2      | Q1     |
| Simplu masculin | $1,049,460 | $573,090 | $313,395     | $170,940      | $91,435    | $49,030   | $27,165   | $13,915 | $7,080 |
| Dublu masculin* | $322,000   | $174,920 | $96,090      | $53,010       | $29,140    | $15,910   | N/A       | N/A     | N/A    |
| Simplu feminin  | $523,485   | $308,320 | $159,944     | $72,965       | $36,454    | $20,650   | $14,800   | $8,800  | $4,610 |
| Dublu feminin*  | $154,160   | $86,710  | $46,570      | $24,090       | $13,650    | $9,100    | N/A       | N/A     | N/A    |

*per echipă